# Assumption-Universität (Thailand)

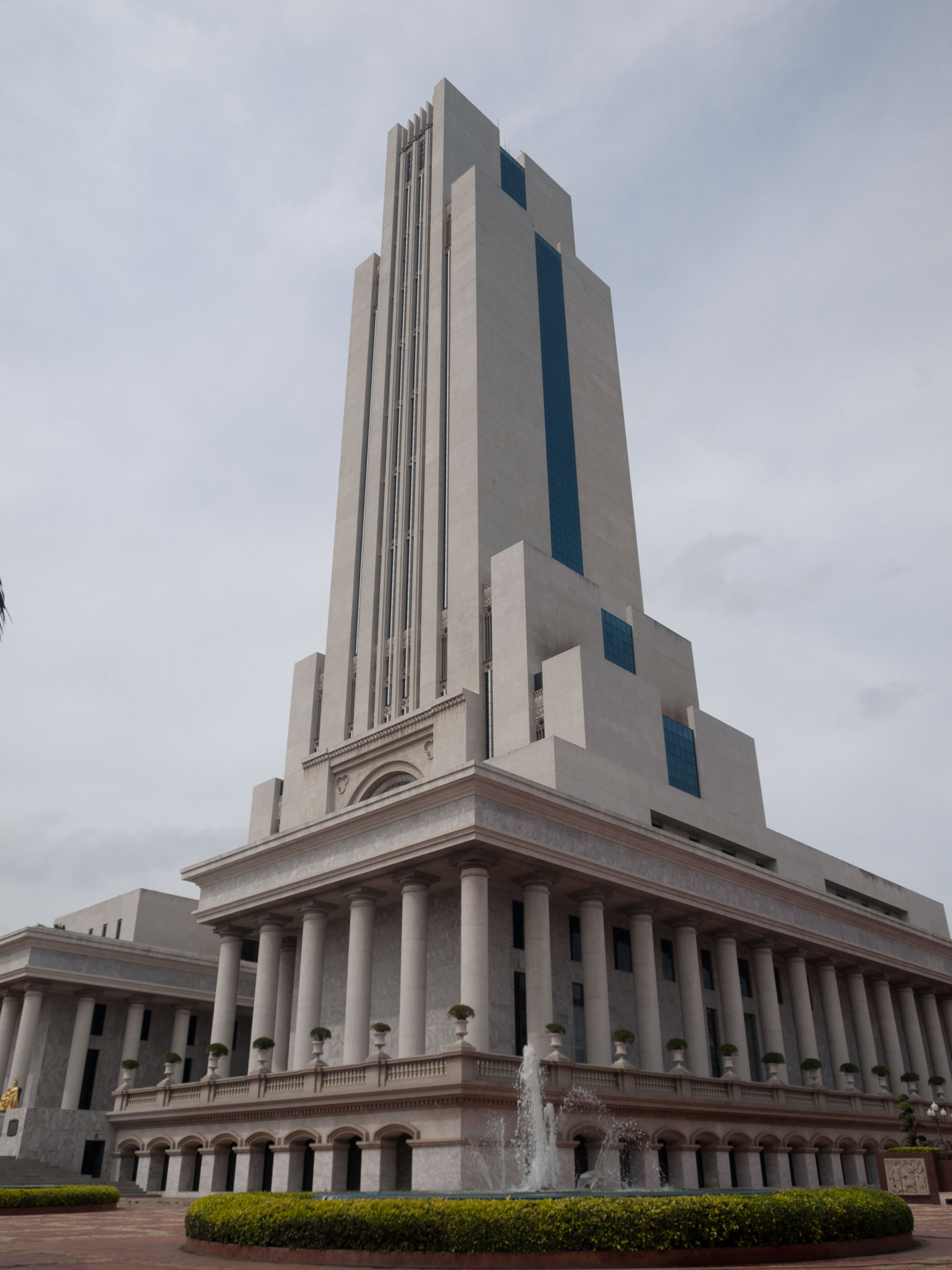
„Kathedrale des Lernens“ am Campus Suvarnabhumi, Provinz Samut Prakan

Die Assumption-Universität (Thai: มหาวิทยาลัยอัสสัมชัญ, engl.: Assumption University, kurz: AU) ist die erste englischsprachige Universität in Thailand. Sie wird vom katholischen Laienorden der Brüder vom heiligen Gabriel betrieben und folgt der Ideologie des Begründers des Assumption College, Seine Eminenz Emile-August Colombet.

## Allgemeines

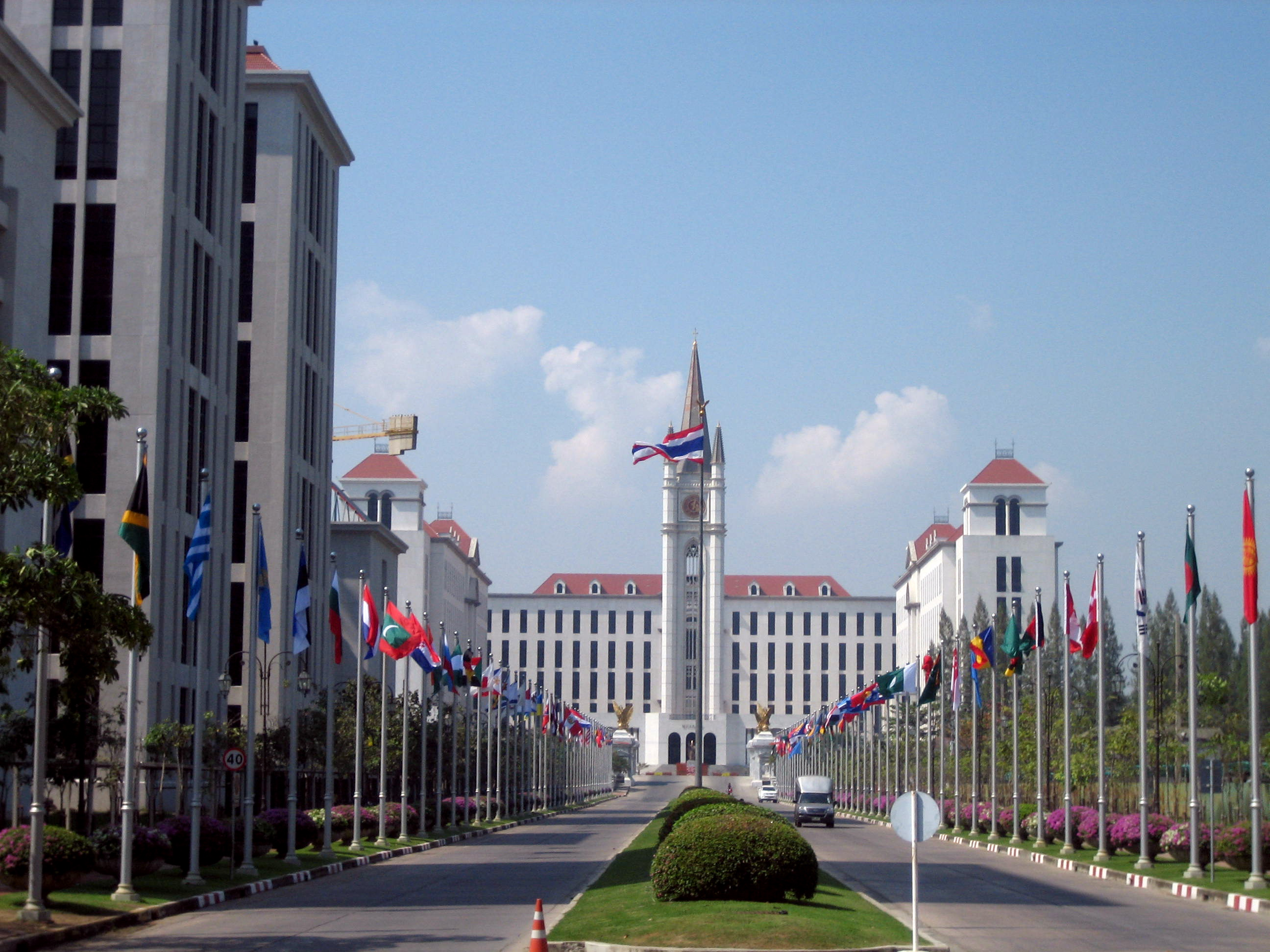
Zufahrt zum Wohnheim, Campus Suvarnabhumi

Die Einrichtungen der Assumption-Universität sind über drei Campus verteilt: Hua Mak, Central World Plaza und Suvarnabhumi. Die Universität wird von Bruder Bancha Saenghiran als Präsident und von Bruder Sakda Kitcharoen als Vorsitzender des Hochschulrats geführt.

## Geschichte
Von der inspiration des Begründers des Assumption-kollegs in Thailand, Seine Eminenz, Emile Genest August Colombet, fing die Universität ihre Arbeit als autonome Ausbildungseinrichtung seit 1969 an, von das Assumption Commercial College (ACC) zur Assumption School of Business (ASB, Assumption-Wirtschaftsschule) unter den Brüder vom heiligen Gabrieumgewandelt wurde. 1972 wurde sie zur Assumption Business Administration College (ABAC) und 1990 wurde ihr vom Ministerium für Universitätsangelegenheiten der neue Status als „Assumption University“ verliehen.
1990 erteilte das Universitätsministerium der Einrichtung den Status einer Universität und vergab den Namen Assumption-Universität. 1999 eröffnete die Universität ihren Campus Bang Na in Amphoe Bang Sao Thong, Provinz Samut Prakan, etwa 40 Kilometer östlich des Stadtzentrums von Bangkok am Bang Na Expressway. Zu ihm gehören die 38-geschossigen „Kathedrale des Lernens“ und ein dreiteiliges Ensemble jeweils 13-stöckiger Studentenwohnheime. Die Architektur des Komplexes ist von der europäischen Gotik und Renaissance inspiriert. Im Zusammenhang mit der Eröffnung des Flughafens Bangkok–Suvarnabhumi wurde er in Suvarnabhumi-Campus umbenannt. Er ist von einem Landschaftsgarten umgeben, weshalb die Assumption-Universität auch als „Universität im Park“ bezeichnet wird.
Die Assumption University ist in den USA und anderen Ländern anerkannt, um Credits von der Universität ins Ausland zu übertragen. Absolventen der Universität können weiterführende Abschlüsse an Partneruniversitäten auf der ganzen Welt anstreben. Die Assumption University ist auch im Handbuch der Universitäten und anderen Institutionen der International Association of Universities in Paris, Frankreich, aufgeführt. Die Kongregation kooperiert seit 1901 mit mehreren Bildungseinrichtungen und Regierungsbehörden in Thailand. Heute ist die Universität eine internationale Gemeinschaft von Gelehrten, belebt von christlicher Inspiration mit mehr als 50 Jahren Bildungsengagement. Die Schule ist stolz darauf, Thailands erste englischsprachige Hochschulprogramme in hoher Qualität in den Bereichen Betriebswirtschaft, Recht, Wissenschaft und Technologie sowie Ingenieurwesen anzubieten mit kompetenten und hingebungsvollen Dozenten, die sich für Wahrheit und Wissen nachgehen und der globalen Gesellschaft dienen, insbesondere durch die kreative Nutzung interdisziplinärer Ansätze und fortschrittlicher Lerntechnologien.

## Sedes sapientiae

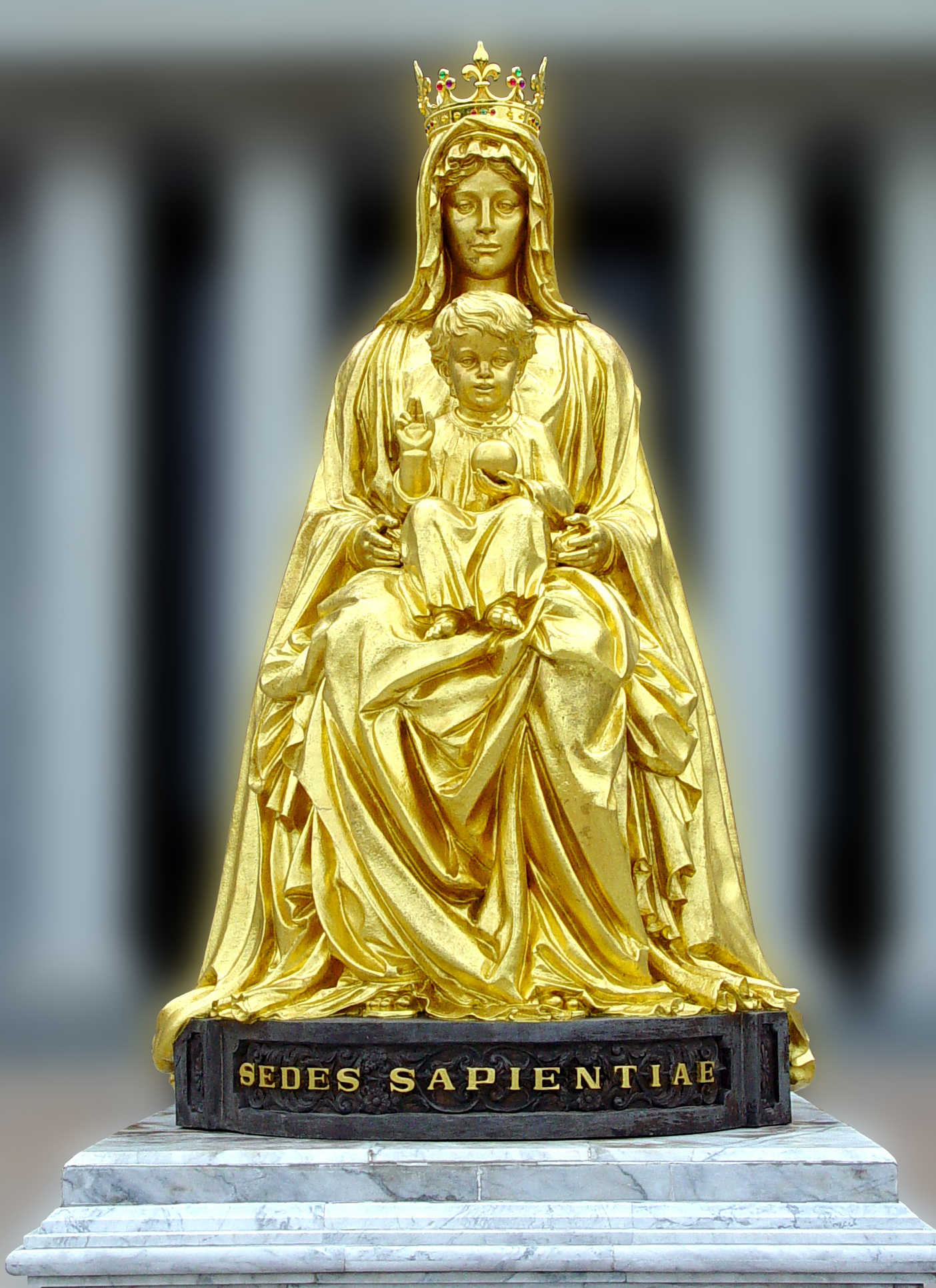
Sedes sapientiae

Es ist eine seit Jahrhunderten überlieferte Tradition, dass Christen die Mutter Christi als „Sitz der Weisheit“ verehren (Sedes Sapientiae).
Nach christlichem Glauben ist Christus die auf dem Thron sitzende Weisheit. Dies impliziert einerseits, dass die Mutter Christi die Wohnstätte der höchsten Weisheit aller Wissenschaften ist. Andererseits ist die Universität die Alma Mater oder unsere Mutter, die auch die „Wohnstätte des Wissens“ ist. In diesem Zusammenhang hat „Mariä Himmelfahrt“, das neben seiner religiösen Bedeutung in der Verherrlichung der Mutter Christi noch eine weitere Bedeutung im Thailändischen hat, nämlich „Wohnsitz des ewigen Wissens“. Zu Recht ist „Himmelfahrtsuniversität“ der Sitz der Weisheit.
Die Statue wurde am 8. Dezember 2000 von Michael Kardinal Michai Kitbunchu gesegnet. Bei dieser Gelegenheit segnete der Kardinal auch andere Universitätsgebäude. Ein Goldschmied wurde beauftragt, für die Statue der Jungfrau Maria eine Krone aus purem Gold anzufertigen. Am 15. August 2001 wurde diese Goldkrone von Bischof Lawrence Thienchai Samanchit gesegnet. Nach dem katholischen Kirchenkalender ist der 15. August für das Fest Mariä Himmelfahrt markiert. Da die Universität den Namen dieses Phänomens trägt, ist es nur angemessen, dass es jedes Jahr mit großer Hingabe gefeiert wird. Aus diesem Anlass hat der Präsident der Universität im Jahr 2001 eine besondere Zeremonie geschaffen, um die Statue am Vorabend des Festes Mariä Himmelfahrt zu krönen und die Jungfrau Maria als Mutter und Königin der Universität zu ehren.

## Fakultäten
Die Universität bietet eine Reihe von Studiengänge an 15 Fakultäten an:
| Fakultäten (Stand 2012) | Fakultäten (Stand 2012) |
| --- | --- |
| - Martin De Tours School of Management - Geisteswissenschaften - Biotechnologie - Pflegewissenschaften - Naturwissenschaft und Technik - Ingenieurwissenschaften - Rechtswissenschaften - Kommunikationswissenschaften | - Musik - Architektur - Graduate School of Education - Graduate School of Psychology - Graduate School of Philosophy and Religion - Graduate School of English - College of Internet Distance Education |

## Persönlichkeiten
Dozenten
- Gerhold K. Becker: Philosophie

Absolventen
- China Dolls